# Madison Iseman
Madison Iseman (Myrtle Beach, 14 de fevereiro de 1997) é uma atriz norte-americana.
Estreou no cinema em 2013 no curta-metragem Second Chances e em apenas cinco anos, de 2013 a 2017, atuou em 15 filmes, como Tales of Halloween, Laid in America e Jumanji: Welcome to the Jungle.
Mas é nas séries de televisão os seus papeis de maiores destaques. Estreou em Modern Family, em 2014, Henry Danger e Kirby Buckets em 2015, The Real O'Neals, Those Who Can't e Still the King em 2016 e 2017.

## Filmografia

### Cinema
| Ano  | Título                          | Papel          | Notas          |
| ---- | ------------------------------- | -------------- | -------------- |
| 2013 | Second Chances                  | Charity        |                |
| 2013 | She Will Be Free                | Sam            | Curta-metragem |
| 2013 | Ticket to the Haunted Mansion   | Vickey         | Curta-metragem |
| 2014 | Miss Virginia                   | Nadia          |                |
| 2015 | Despair Sessions                | Veronica       |                |
| 2015 | The Better Half                 | Heather        |                |
| 2015 | Tales of Halloween              | Lizzy          |                |
| 2015 | Ghost Squad                     | Brandy         |                |
| 2015 | Liza, Liza: Skies Are Grey      | Nancy          |                |
| 2016 | Marriage of Lies                | Kinna          |                |
| 2016 | Penguin Flu                     | Beyonce        | Curta-metragem |
| 2016 | Laid in America                 | Kaylee         |                |
| 2016 | 48 Hours to Live                | Sherilyn jovem |                |
| 2017 | Beauty Mark                     | Pam            |                |
| 2017 | Andy                            | Lia            | Curta-metragem |
| 2017 | Jumanji: Welcome to the Jungle  | Bethany jovem  |                |
| 2017 | Old MacDonald                   | Lisa           | Curta-metragem |
| 2017 | Allen                           | Sam            | Curta-metragem |
| 2018 | Goosebumps 2: Haunted Halloween | Sarah          |                |
| 2019 | Annabelle Comes Home            | Mary Ellen     |                |
| 2019 | Riot Girls                      | Nat            |                |
| 2019 | Feast of the Seven Fishes       | Beth           |                |
| 2019 | Jumanji: The Next Level         | Bethany        |                |
| 2020 | The Fox Hunter                  | Lily O'Connor  |                |
| 2020 | The F**k-It List                | Kayla Pierce   |                |
| 2020 | Acts of Revenge                 | Veronica       |                |
| 2020 | Clouds                          | Amy Adamle     |                |
| 2020 | Nocturne                        | Vivian         |                |
| 2021 | Fear of Rain                    | Rain Burroughs |                |
| 2023 | Knights of the Zodiac           | Sienna         |                |

### Televisão
| Ano       | Título                          | Papel              | Notas                                      |
| --------- | ------------------------------- | ------------------ | ------------------------------------------ |
| 2014      | Modern Family                   | Sam                | Episódio: "Marco Polo"                     |
| 2015      | The Social Experiment           | Kaysee             | 6 episódios                                |
| 2015      | Henry Danger                    | Veronika           | 3 episódios                                |
| 2015      | Kirby Buckets                   | Rebecca Vanderbuff | Episódio: "War and Pizza"                  |
| 2015      | The Bluffs                      | Leah               | Episódio: "Pilot"                          |
| 2016      | Those Who Can't                 | Becky Cosgrove     | 3 episódios                                |
| 2016      | The Real O'Neals                | Madison            | Episódio: "The Real F Word"                |
| 2016      | I Know Where Lizzie Is          | Lizzie Holden      | Filme de TV                                |
| 2016      | Killer Coach                    | Emily              | Filme de TV                                |
| 2016      | Bad Weather Films               | Kelly              | Episódio: "The Real Dog Owners of LA Ep 3" |
| 2016–2017 | Still the King                  | Charlotte          | 26 episódios                               |
| 2017      | The Rachels                     | Rachel Nelson      | Filme de TV                                |
| 2017      | The Text Committee              | Lauren Porter      | Episódio: "Like-Like Status"               |
| 2021      | I Know What You Did Last Summer | Lennon / Allison   | 8 episódios                                |
| 2022      | American Horror Stories         | Sam                | Episódio: "Necro"                          |